# Гехи-Чуйское сельское поселение
Гехи-Чуйское се́льское поселе́ние — муниципальное образование в Урус-Мартановском районе Чечни Российской Федерации.
Административный центр — село Гехи-Чу.

## История
Статус и границы сельского поселения установлены Законом Чеченской Республики от 14 июля 2008 года № 45-РЗ «Об образовании муниципального образования Урус-Мартановский район и муниципальных образований, входящих в его состав, установлении их границ и наделении их соответствующим статусом муниципального района, городского и сельского поселения».

## Население
| 2010  | 2012  | 2013  | 2014  | 2015  | 2016  | 2017  |
| ----- | ----- | ----- | ----- | ----- | ----- | ----- |
| 2342  | ↗2396 | ↗2428 | ↗2465 | ↗2505 | ↗2531 | ↗2548 |
| 2018  | 2019  | 2020  | 2021  | 2023  | 2024  |       |
| ↗2569 | ↗2601 | ↘2587 | ↗2609 | ↗2659 | ↗2679 |       |

## Состав сельского поселения
| № | Населённый пункт | Тип населённого пункта       | Население |
| - | ---------------- | ---------------------------- | --------- |
| 1 | Гехи-Чу          | село, административный центр | ↗2679     |